# Return of the Dog – The Best of DMX
Return of the Dog – The Best of DMX – wydana w 2003 roku przez DJ-Vibe’a i DJ-a Lexxa z utworami amerykańskiego rapera, DMX-a. Jedyną piosenką z albumu DMX-a jest "Get At Me Dog". Płyta skupia mniej znane utwory ("Don't Pay Dues") oraz występy gościnne ("4,3,2,1").

## Lista utworów
1. "Intro"
2. "Here We Go Again" (ft. Jadakiss)
3. "Grande Finale" (ft. Nas, Method Man & Ja Rule)
4. "Top Shotter" (ft. Sean Paul & Mr. Vegas)
5. "Mudergram" (ft. Jay-Z & Ja Rule)
6. "4,3,2,1" (ft. Method Man, LL Cool J, Redman & Canibus)
7. "The Story"
8. "Sincerity" (ft. Nas & Mary J. Blige)
9. "Usual Suspects" (ft. Mic Geronimo, The Lox, Fatal & Ja Rule)
10. "Fugidaboutit" (ft. Method Man, LL Cool J & Redman)
11. "Freestyle" (ft. Ja Rule)
12. "Eye of the Tiger (ft. Ice Cube)
13. "It’s On"
14. "Come Back in One Piece" (ft. Aaliyah)
15. "Life Is What U Make It" (ft. Nas)
16. "Get at Me Dog (Original Version)" (ft. Sheek Louch)
17. "Fuck That"
18. "Don't Pay Dues"
19. "Get It Right" (ft. Drag-On)
20. "Up to No Good"
21. "Born Loser"
22. "Slippin (Live)"